# Festival de Kertalg
Le Festival de Kertalg est un festival organisé au début des années 1970 à Moëlan-sur-Mer, dans le sud Finistère en Bretagne, par Gwenn Le Goarnig. Avec de la musique pop celtique, il se présentait comme une vitrine du folk du début des années 1970, ouvert sur le monde. Ce festival restera le premier et l'un des plus importants pour l’histoire du mouvement folk celtique et breton.

## Historique

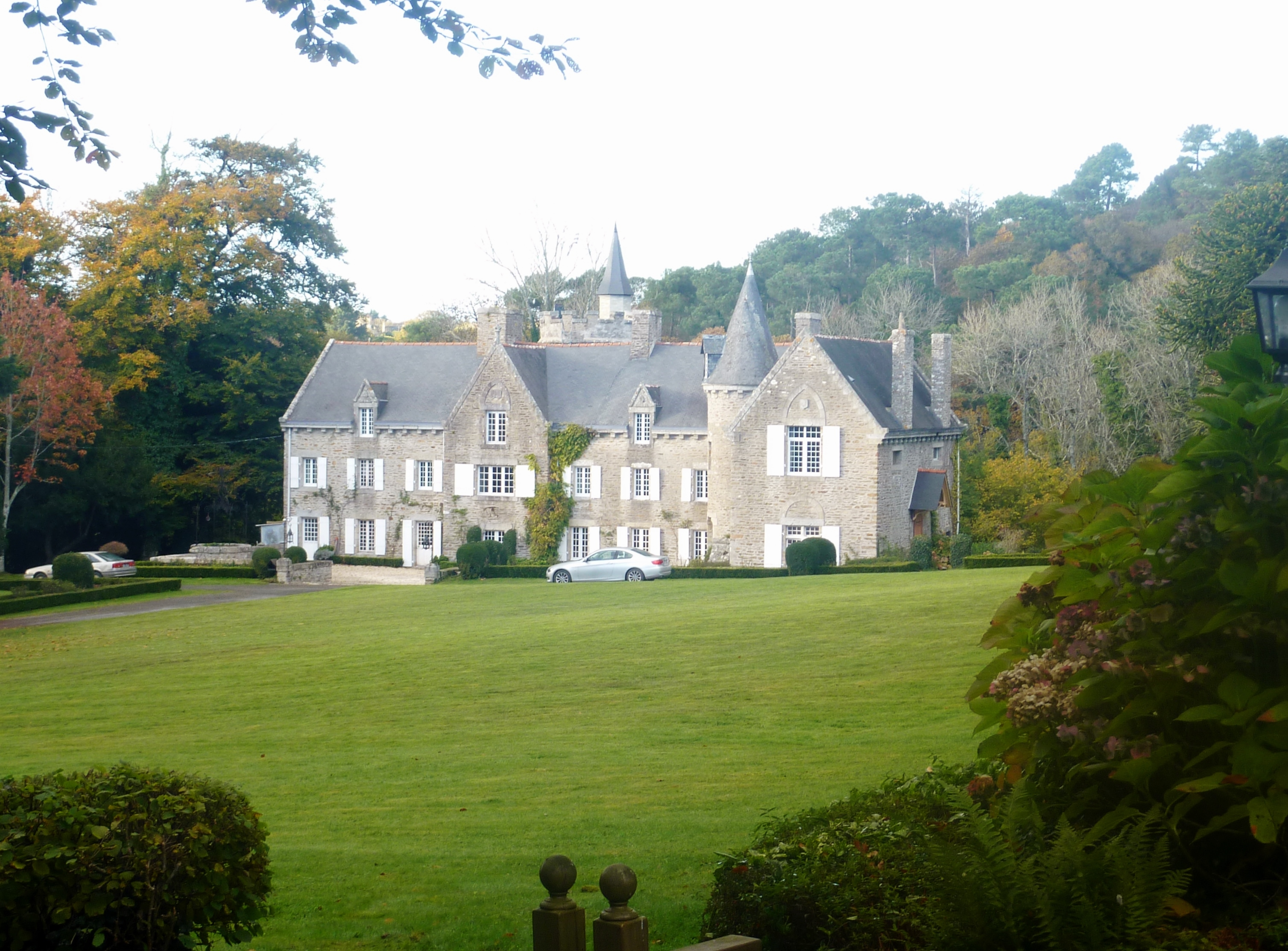
Le manoir de Kertalg

Le domaine de Kertalg se situe dans un hameau à Moëlan-sur-Mer, près de Quimperlé, un ancien lieu spirituel gaulois appelé Mediolanon. Jean-Jacques Manrot-Le Goarnig participe aux grandes luttes bretonnes des « années de poudre », notamment afin de pouvoir donner des noms bretons à ses douze enfants. Sa fille Gwenn Le Goarnig organise un événement culturel sous forme de festival en plein air au cœur de l'été, à la manière des rassemblements des anciens Celtes et du festival de Woodstock.
La première édition a lieu le 13 août 1972 : la tentative est de faire le point sur le renouveau celtique en réunissant les acteurs du mouvements et ainsi rassembler traditionalistes, revivalistes et novateurs irlandais, écossais, bretons. Il offre une rencontre musicale mais aussi un peu politique entre les minorités européennes et américaines, réunissant flamands, wallons, alsaciens, basques, corses, cajun, québécois et catalans. Avec une touche « militante », il révèle la richesse du « nouveau courant celtique », aux jeunes notamment.
« Chef de file » de cette année 1972, Alan Stivell est entouré d'artistes traditionnels (Bagad Bleimor, Sœurs Goadec), d'autres acteurs du mouvement (Gilles Servat, Tri Yann, Gweltaz ar Fur, Diaouled ar Menez), des groupes émergents (les Skolferien, Doon a Moor, les Leprechauns) et d'amis comme Katell ar Skanv (la femme de Glenmor), ou son violoniste René Werneer qui forme un duo avec Gabriel Yacoub (futur fondateur – un an plus tard – du groupe Malicorne) et accompagne l'Américain Happy Traum.  . La Bretagne s'ouvre à l'international en invitant Happy Traum, alors seconde voix de Bob Dylan et à l'interceltisme en proposant notamment le groupe irlandais The Chieftains.  Environ 20 000 personnes sont présents. La Liberté du Morbihan décrit « une foule colorée un peu style « hippie » où l'individu dit habillé se trouvait un peu déplacé ». La première édition est enregistrée et offre quelques grands moments, en particulier Katel lisant un poème sur une musique improvisée par les Leprechauns et l'historique Elisa des sœurs Goadec accompagnées par la harpe d'Alan Stivell. Le disque est édité par Le Chant du Monde après le désistement de Kelenn.
Le festival est reconduit en 1973 sur les mêmes lieux, avec une nouvelle fois Stivell, les Sœurs Goadec, des artistes bretons non présents la première fois comme Glenmor ou Kirjuhel et d'autres invités de France, de Cornouailles, d'Irlande et d'Angleterre : Brenda Wootton, Planxty, Pierre Bensusan, Zachary Richard, les frères Dransfield, La Bamboche... Du dimanche 22 juillet au lundi 23 juillet 1973, 45 000 festivaliers animent ce lieu de rencontres. Baptisé « Le petit Woodstock », le festival invite 187 artistes à se relayer sur scène pendant 24 heures. L'édition suivante en 1974 réunit les futurs groupes phares du renouveau du folk français La Bamboche formé en 1972 et surtout Malicorne fraîchement formé le 5 septembre 1973 mais aussi les écossais de The Boys of the Lough formé au début des années 1970 et le déjà confirmé Martin Carthy. 
La directrice Gwenn Le Goarnig organise le festival avec des moyens techniques et financiers extrêmement limités et elle doit mettre un terme à l'aventure après l'édition de 1974, sous la pression des circonstances, entre évolution sociétale et tensions avec la mairie de Moëlan-sur-mer.
En septembre 1976, une nouvelle édition du festival celtique a lieu à Casson (Loire-Atlantique) mais dans une version plus hétéroclite, après le retrait des autorisations au dernier moment par la mairie de Nantes.